# Personal Defence Weapon
Personal Defence Weapons (in AE: Personal Defense Weapons; wörtlich übersetzt in Deutsch: persönliche Verteidigungswaffen) oder PDWs sind kompakte Handfeuerwaffen, die die Lücke zwischen Sturmgewehren und Pistolen bzw. Maschinenpistolen füllen sollen.
Gedacht sind sie für Fahrzeugbesatzungen, Bedienmannschaften und rückwärtige Truppen, die zwar im Regelfall nicht in infanteristische Kampfhandlungen verwickelt werden, für die jedoch gerade im Zuge asymmetrischer Konflikte immer die Gefahr besteht, in Hinterhalte zu geraten. Da sich solche Gefechte zumeist im Nahbereich abspielen, benötigen diese Truppenteile aufgrund der weiten Verbreitung von Schutzwesten zwar eine höhere Durchschlagskraft als Pistolenmunition, nicht aber die höhere Reichweite eines Sturmgewehrs.

## Geschichte

### Das Konzept
Früher waren solche Soldaten mit Pistolen bewaffnet, jedoch zeichnete sich schnell ab, dass dies nicht die optimale Lösung war, da die Effektivität von Pistolen zu begrenzt war. Im Ersten Weltkrieg setzten die Deutschen Mauser-C96-Pistolen mit Anschlagschäften ein, im Zweiten Weltkrieg rüsteten die Vereinigten Staaten ihre rückwärtigen Truppen mit dem M1 Carbine aus. Maschinenpistolen mit Pistolenmunition wurden traditionell von Fronttruppen eingesetzt, jedoch reduzierten die nach dem Kalten Krieg zunehmend verbreiteten beschusshemmenden Westen deren Wirkung erheblich.
Im Jahre 1986 veröffentlichte die United States Army Infantry School im damaligen Fort Benning ein Dokument, genannt „Small Arms System 2000“. Dieses Papier definierte eine OPDW (Objective Personal Defence Weapon) als Teil einer Objective-Waffenfamilie. Diese Waffe sollte Dauerfeuer geben und Schutzwesten durchschlagen können. Da der Preis und die Komplexität einer OICW es nicht möglich machen, jeden Soldaten damit auszustatten, sollte die OPDW für alle anderen, nicht an der Front kämpfenden Soldaten gedacht sein. Außerdem sollte sie kompakt und leicht sein, um den Träger so wenig wie möglich zu behindern. Gefordert wurde eine Waffe, die:
1. weniger als 1,5 kg wiegt
2. verdeckt tragbar ist
3. eine geringe magnetische Signatur besitzt
4. auf 50 m Entfernung den CRISAT-Schutz durchschlagen kann
5. maximal den Rückschlag einer Patrone vom Kaliber 9 × 19 mm besitzt

1997 wurde noch hinzugefügt:
1. bis zu 200 m effektive Kampfentfernung
2. Möglichkeit von Einzel- oder Dauerfeuer
3. Ersatz für Pistolen und Maschinenpistolen
4. Einsatz gegen Weich- und Hartziele
5. modernste Technik

### NATO-Evaluation
Für die Ausschreibung entwickelten Heckler & Koch die HK MP7 im Kaliber 4,6 × 30 mm und FN Herstal die FN P90 im Kaliber 5,7 × 28 mm. Die Patronen im Kaliber 4,6 mm und 5,7 mm wiegen etwa 6 Gramm. Verglichen mit der 9-mm-Parabellum-Munition, die etwa 12 g pro Patrone wiegt, sollte so der Munitionsvorrat des Schützen verdoppelt werden können. Damit setzte sich auch hier der Trend fort, der bereits beim Wechsel von 7,62 × 51 mm NATO auf 5,56 × 45 mm NATO zu beobachten war: Jede neu eingeführte Munitionsart ist nur etwa halb so schwer wie das Vorgängermodell, in diesem Fall von etwa 24 auf 12 Gramm.
Im Jahr 2002 veranstaltete das Etablissement Technique de Bourges (ETBS) ein Vergleichsschießen zwischen der 4,6×30- und der 5,7×28-mm-Munition, um den Gewinner zum NATO-Standard zu erheben. Die Testserie dauerte über sechs Monate und war auf 22 Testplätze in Frankreich verteilt. 2003 folgte eine Evaluation durch das Quick Reaction Team (QRT) der NATO Army Armaments Group (NAAG). Die Testergebnisse wurden von Experten aus Frankreich, Belgien, Schweiz, USA, Deutschland, UK, Italien und den Niederlanden ausgewertet. Dabei wurden sechs Kriterien berücksichtigt: Trefferwirkung, Trefferwahrscheinlichkeit bei Schüssen aus Testrohren, Trefferwahrscheinlichkeit von Schützen, Zuverlässigkeit, Innenballistik und Durchschlagsleistung. Dabei wurde festgestellt:
- Höhere Mannstoppwirkung des Kalibers 5,7 mm (SS190) gegenüber ungepanzerten Zielen (+27 %) auf 100 m, auch bei mit CRISAT gepanzerten Zielen war die Wirkung höher (+11 %).
- Beide Systeme übertrafen die geforderte Durchschlagsleistung gegen CRISAT deutlich (>200 m).
- Bessere Innenballistik der 5,7 × 28 mm, weil größere Unabhängigkeit von äußeren Einflüssen (Temperatur etc.). Dem Geschoss 4,6 × 30 mm wurde ein höherer Laufverschleiß nachgesagt, dies bestätigte sich in den Tests jedoch nicht. Die Beanspruchung der Bauteile ist durch den höheren Gasdruck (400 MPa gegen 345 MPa) aber größer.
- Die 5,7×28-mm-Patrone ähnelt der 5,56-mm-NATO-Munition, so dass diese auf derselben Fertigungslinie produziert werden kann.
- Für die 5,7-mm-Munition war mit der Five-seveN eine Pistole verfügbar, während für 4,6 mm nur ein Konzept existierte (HK UCP).

Das Kaliber 5,7 × 28 mm wurde zum Sieger der Ausschreibung erklärt. Allerdings müssen innerhalb der NATO Entscheidungen im Konsens getroffen werden. Länder wie beispielsweise Deutschland legten ihr Veto gegen die Wahl ein. Die 4,6-mm-Munition wurde seitdem verbessert. Während die Tests noch mit der 1,7 Gramm leichten Combat-Steel-Munition geschossen wurden, führte die Bundeswehr mit der DM11 eine schwerere Geschossvariante (2 g) mit höherer Mündungsenergie ein (506 Joule gegen 447 Joule, +13 %). Seit 2008 überarbeitet die NATO auch den CRISAT-Standard, der durch zwei neue Zielarten – weiche Körperpanzerung und solche mit hartballistischen Einlagen – ersetzt werden soll.
Die Beschaffung einer Waffe bzw. Munitionsart ist somit jedem Land selbst überlassen, da kein Standard gefunden werden konnte. Das Konzept einer Personal Defence Weapon ist mittlerweile etabliert. Jedoch haben sich die Vereinigten Staaten noch nicht für ein Modell entschieden, deshalb zögern weitere NATO-Länder, um sich nicht für ein womöglich künftig ungebräuchliches Kaliber zu entscheiden.

## Waffen in Produktion
Bislang gibt es zwei Verwirklichungen dieses Konzepts, beide sind in der Lage, Standard-Militärschutzwesten auf über 200 Meter zu durchschlagen:

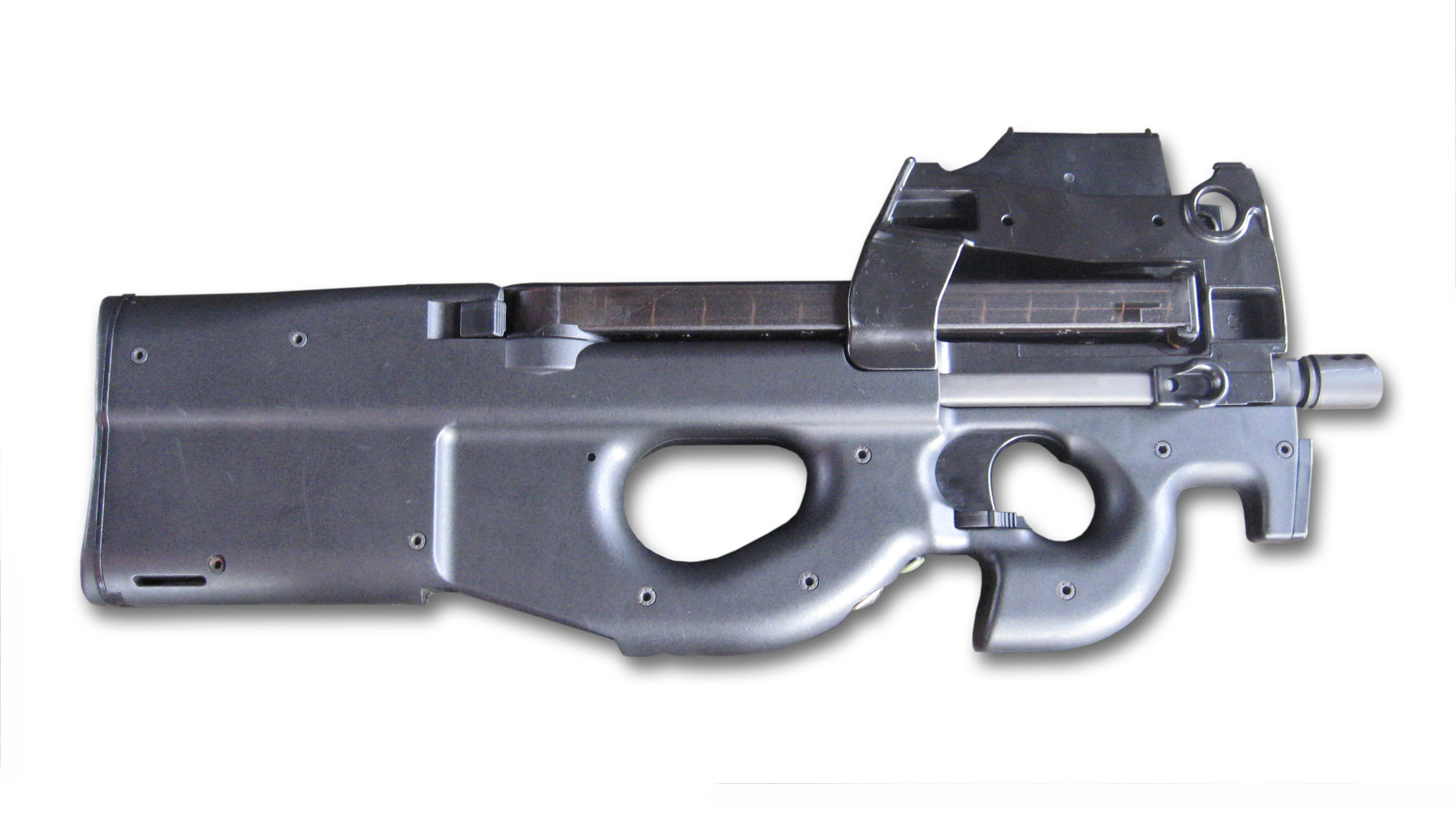
FN P90

- Die FN P90 des belgischen Waffenherstellers FN Herstal im Kaliber 5,7 × 28 mm. Die Waffe wiegt ca. 3,1 kg geladen mit 50 Schuss in einem transparenten, auf der Waffe liegenden Magazin, die Hülsen werden durch einen Schacht nach unten ausgeworfen. Die Waffe ist ein Rückstoßlader mit Masseverschluss. Die Lauflänge beträgt 250 mm, die Kadenz beträgt ungefähr 900 Schuss pro Minute. Die Waffe ist mit einem einfach vergrößernden Leuchtpunktvisier ausgerüstet, im vorderen Handgriff können Laserzielhilfen untergebracht werden.

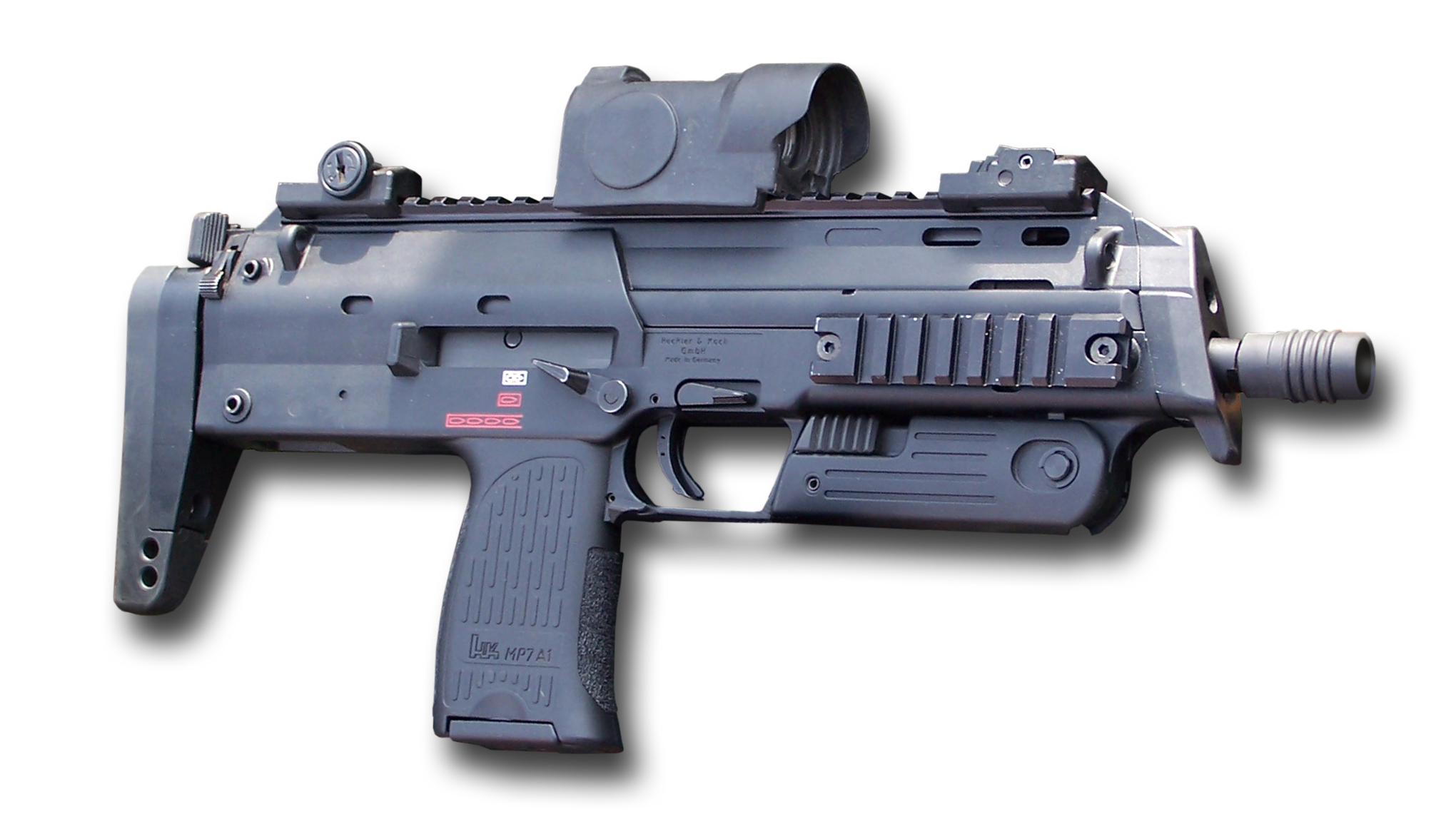
HK MP7

- Die HK MP7 des deutschen Waffenherstellers Heckler & Koch im Kaliber 4,6 × 30 mm. Die Waffe wiegt ca. 2 kg geladen mit 20 Schuss in einem im Handgriff steckenden Magazin, optional kann ein 40-Schuss-Magazin verwendet werden, das allerdings weit aus dem Handgriff herausragt und die Waffe sperriger macht. Die MP7 ist ein Gasdrucklader mit Drehkopfverschluss. Die Hülsen werden nach rechts ausgeworfen. Die Lauflänge beträgt 180 mm, die Kadenz liegt bei etwa 950 Schuss pro Minute.